# Bet Yashout
Bet Yashout ou Bayt Yashout (en arabe بيت ياشوط ) est un village de Syrie 32° 31′ N, 36° 12′ E. Il est situé dans la région de Lattaquié à 500 m d'altitude et à 40 km de la ville de Lattaquié.
Son nom Bet ou Bayt provient d'un mot sémitique / arabe, dont la signification est : La maison. Yashout est un nom propre, donc le nom Bet Yashout signifie : la maison de Yashout.

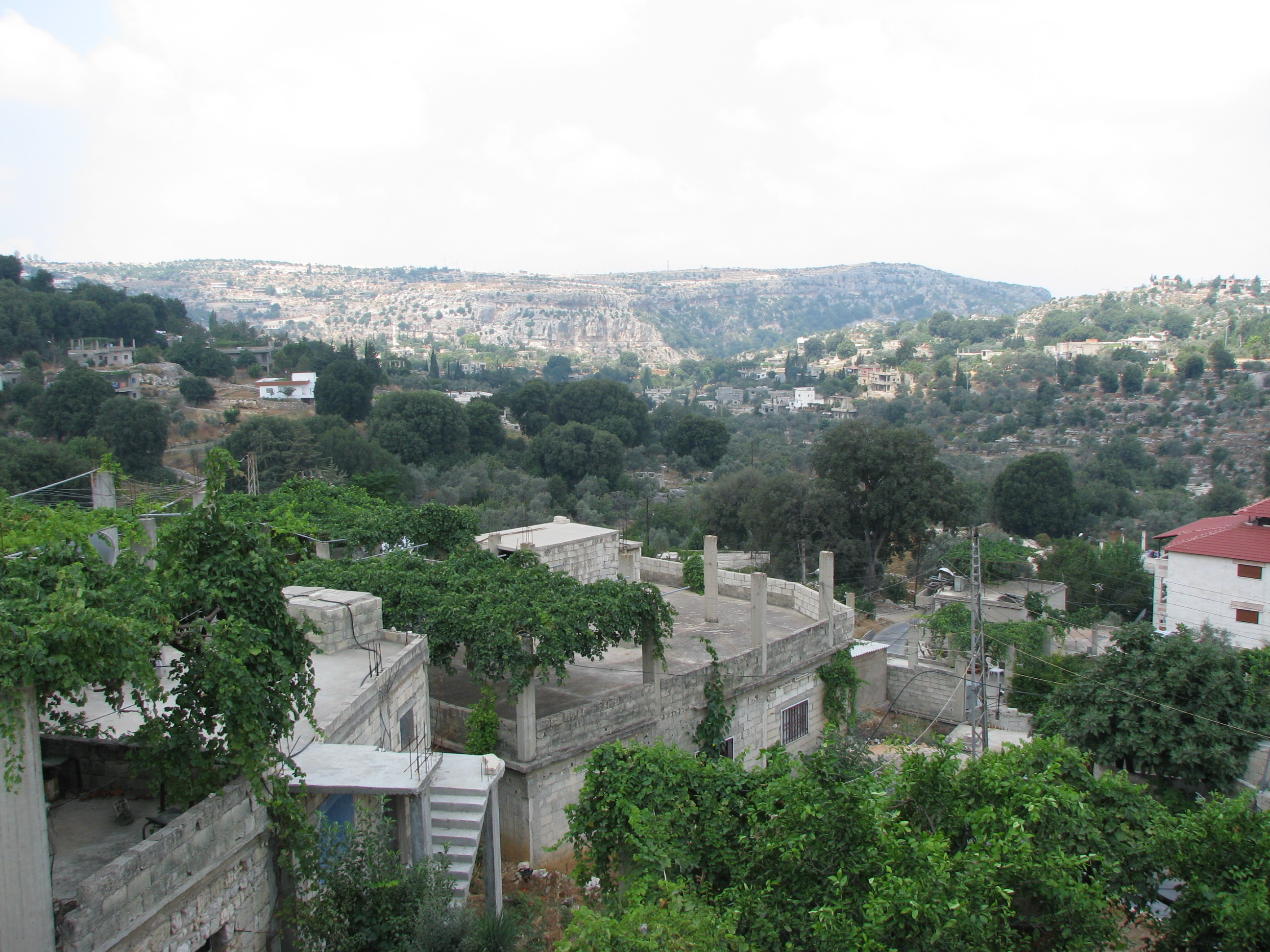
Biet Yashout

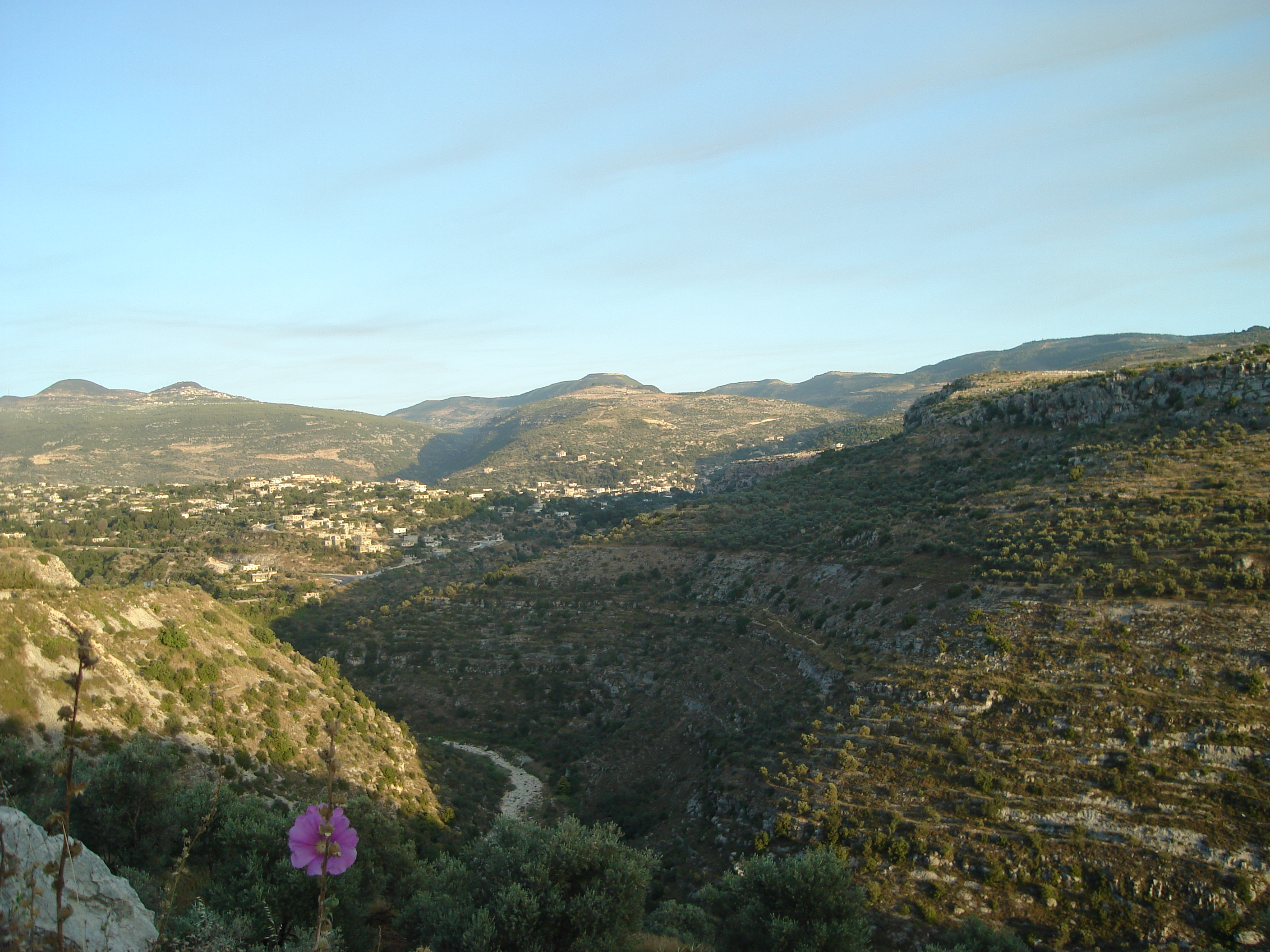
Beit Yashot from oust